# Могильовське намісництво
Могильо́вське намі́сництво (рос. Могилёвское наместничество) — адміністративно-територіальна одиниця в Російській імперії в 1778–1796 роках. Адміністративний центр — Вітебськ. Створене 1778 року на основі Могильовська губернії. Складалося з 13 повітів. 23 грудня 1796 року перетворене на Білоруську губернію.

## Історія
- Намісництво очолювалося намісником, котрий назначався з числа вищих сановників й наділявся надзвичайними повноваженнями до керування. Йому підлягало військо, що було розташоване на території намісництва.
- Виконавчим органом було намісницьке правління з 2-3 чиновників.
- Адміністративно-територіальна одиниця Великого князівства Литовського в складі Віленського воєводства до 1566 р. (також як Могилівське староство й Могилівська волость)

## Повіти
1. Оршанський повіт
2. Бабіновицький повіт
3. Білицький повіт
4. Горецький повіт
5. Клімовицький повіт
6. Кописький повіт
7. Могилівський повіт
8. Мстиславський повіт
9. Рогачевський повіт
10. Сенненський повіт
11. Старабиховський повіт/Биховський повіт
12. Чауський повіт
13. Черіковський повіт

## Правителі намісництва
| П. І.Б.                       | Титул, чин, звання                          | Час на посаді   |
| ----------------------------- | ------------------------------------------- | --------------- |
| Каховський Михайло Васильович | генерал-майор                               | 1778—1779       |
| Пасек Петро Богданович        | генерал-поручик                             | 1779—1781       |
| Енгельгардт Микола Богданович | статський радник (дійсний статський радник) | 1781—1790       |
| В'язмітінов Сергій Кузьмич    | генерал-майор                               | 1791—1794       |
| Черемисинов Герасим Іванович  | дійсний статський радник                    | 1794—1796       |
| У складі Білоруської губернії |                                             | 12.1796—02.1802 |